# Jin (Sänger)
Kim Seok-jin (koreanisch 김석진; geboren am 4. Dezember 1992 in Gwacheon), besser bekannt als Jin, ist ein südkoreanischer Sänger und Songwriter. Er ist Mitglied der Band BTS.

## Biographie
Jin wurde am 4. Dezember 1992 in Gwacheon (Provinz Gyeonggi) in Südkorea geboren. Er hat einen älteren Bruder.
In seinem dritten Jahr an der Highschool wurde er von der Unterhaltungsagentur SM Entertainment auf der Straße gecastet, jedoch wies er das Angebot zu diesem Zeitpunkt zurück. Ursprünglich wollte er Schauspieler werden und besuchte aus diesem Grund die Konkuk University in Seoul. Er schloss sein Studium an der Universität am 22. Februar 2017 mit einem BA in Kunst und Schauspiel ab. Er ist seit 2017 im Master an der Hanyang Cyber University eingeschrieben.

## Karriere

### Seit 2013: BTS

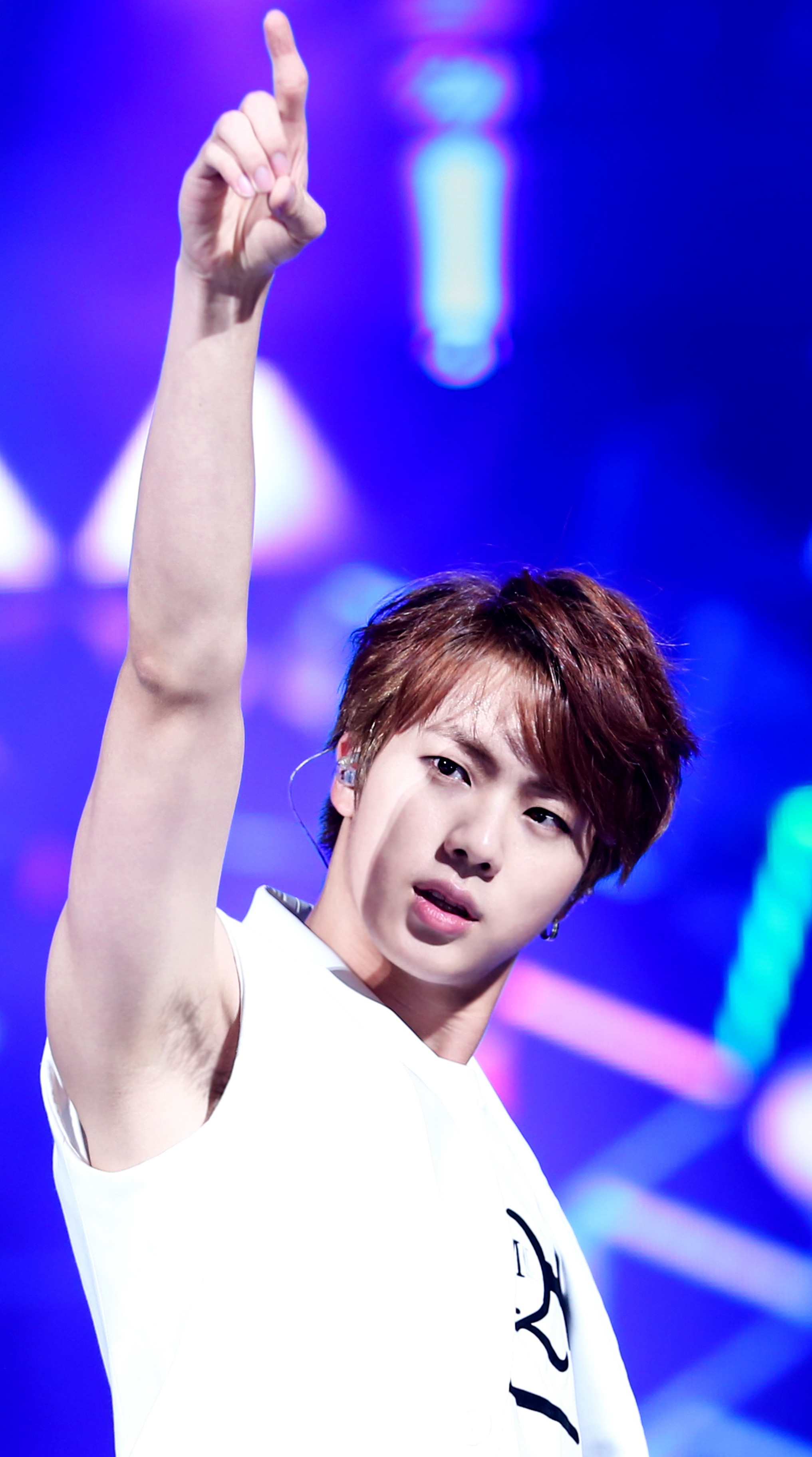
Jin während eines Auftritts im Oktober 2014

Jin wurde von Big Hit Entertainment (heute: Big Hit Music) auf der Straße aufgrund seines Aussehens entdeckt. Zu diesem Zeitpunkt studierte er bereits Schauspiel, besaß jedoch kein Training in Gesang oder Tanz. Aus diesem Grund unterschrieb er mit dem Label erst als Schauspieler, bevor er schließlich Idol Trainee wurde. Am 13. Juni 2013 debütierte er als Sänger in der südkoreanischen Boyband BTS.
Jin hat an einigen BTS Songs mitgeschrieben, darunter 흥탄소년단 (Boyz with Fun) und "Outro: Love Is Not Over vom Album The Most Beautiful Moment in Life Pt.1 aus dem Jahr 2015, sowie dem Song Stay vom Album BE.
Jin war am Schreibprozess, sowie an der Komposition seines ersten Solosongs, Awake, beteiligt. Das Lied ist Teil des in 2016 erschienenen Albums Wings. Das Lied erreichte Platz 31 der Gaon Music Chart und Platz 6 der Billboard World Digital Singles Charts. Im Dezember 2016 veröffentlichte Jin eine Weihnachtsversion von Awake auf SoundCloud. In einem Interview mit GQ Australia 2021, offenbarte Jin, dass das Lied Awake einen Wendepunkt für ihn als Musiker darstellte, da er das erste Mal den Wunsch hatte als Musiker etwas Neues auszuprobieren, wie selber Musik zu schreiben.
Am 9. August 2018 erschien das Musikvideo zu Epiphany, Jins zweiter BTS Solosong, als Comebacktrailer für das Album Love Yourself: Answer. Das Lied wurde von Billboard als „Building Pop-Rock Melody“ beschrieben und beschäftigt sich mit Selbstakzeptanz und Selbstliebe. Der Song erreichte Platz 30 der Gaon Music Chart und Platz 4 der Billboard World Digital Singles Charts.
Im Oktober 2018 wurde Jin und den anderen Mitgliedern von BTS der Hwagwan-Orden für kulturelle Verdienste fünften Ranges vom südkoreanischen Präsidenten Moon Jae-in verliehen.
Auf dem im Februar 2020 veröffentlichten Album Map of the Soul: 7 erschien Jins dritter Solosong Moon. Der Song, an dem Jin mitschrieb, beschreibt die Beziehung zwischen Mond und Erde und nimmt dabei die Perspektive des Mondes ein. Als Liebeslied an BTS Fans ARMY beschreibt Jin, wie der Mond mit ebenso viel Zuneigung zur Erde blickt, wie die Erde und ihre Bewohner den Mond und die Sterne bewundern. Der Song wurde vom Rolling Stone als der fünft beste Boyband Song aller Zeiten bezeichnet und als „spacey guitar pop“, der alles zusammenfasst was BTS so groß gemacht hat, beschrieben.
2021 wurden alle Mitglieder von BTS vom südkoreanischen Präsidenten Moon Jae-in zu präsidialen Sondergesandten für zukünftige Generationen und Kultur ernannt. Sie begleiteten ihn zur 76. UN-Generalversammlung, wo sie gemeinsam eine Rede hielten.
Im Anthologie-Album Proof (2022) wurde auf CD 3 des physischen Albums eine Demo Version des Solo-Liedes Epiphany veröffentlicht. Die Melodie dieser Version wurde 2018 von Jin geschrieben.

### Soloaktivitäten
Jin und V sangen zusammen den Song It’s Definitely You, der als Teil des Original-Soundtracks von Hwarang: The Poet Warrior Youth 2016 veröffentlicht wurde.
Jin hat auf SoundCloud einige Cover veröffentlicht. Darunter Mom von Ra.D, I Love You von Mate und In Front Of The Post Office In Autumn, ursprünglich von Yoon Do-hyun aus dem Jahr 1994.
Am 4. Juni 2019 veröffentlichte Jin seinen ersten komponierten Song Tonight im Rahmen der BTS Festa 2019, einer jährlichen Veranstaltung zum Jahrestag des Debüts der Bands, auf SoundCloud. Die akustische Ballade wurde von Jin zusammen mit den Big-Hit-Entertainment-Produzenten Slow Rabbit und Hiss Noise komponiert. Jin und BTS-Leader RM schrieben den Text. Das Lied ist Jins verstorbenen Haustieren gewidmet. Der Track wurde allgemein positiv aufgenommen, mit Lob für Jins Gesang und die beruhigende Atmosphäre des Songs. Im November 2019 wurde auf dem YouTube-Kanal BANGTANTV zudem ein Video hochgeladen, welches Jin beim Aufnehmen des Liedes zeigt.
Zu seinem 28. Geburtstag, zwei Stunden vor Mitternacht am 3. Dezember 2020, veröffentlichte Jin den Song Abyss auf SoundCloud und Youtube. Neben dem Song veröffentlichte Jin einen Brief auf dem Blog von BTS, in welchem er offenbarte, an Burnout und depressiven Gedanken gelitten zu haben. Auf Anraten von Bang Si-hyuk schrieb Jin zusammen mit dem Produzenten und Sänger BUMZU den Song, um seine Gefühle auszudrücken und zu verarbeiten.
2021 sang Jin den Haupt-Soundtrack Yours für das südkoreanische tvN-Drama Jirisan. Am 7. November 2021 wurde das Lied zusammen mit einer Instrumentalen Version auf allen Musik-Plattformen veröffentlicht., In Japan wurde das Lied am 24. November 2021 veröffentlicht. Yours debütierte auf Platz #1 der Billboard World Digital Song Sales Chart #2 der Billboard Digital Song Sales Chart, #6 der Billboard Euro Digital Song Sales Chart, #12 der Billboard Bubbling Under Hot 100 Chart, #24 der Official UK Big Top 40 Chart #67 der Billboard Global 200 Excl. US Chart. und #90 der Billboard Global 200 Chart Jin debütierte als Künstler mit Yours auf #4 der Billboard Emerging Artist Chart und auf #97 der Billboard Artist 100 Chart.
An seinem 29. Geburtstag 2021, gab Jin in einem Livestream auf der Plattform V LIVE bekannt, dass er zusammen mit dem Produzenten Bumzu ein Trot-Lied über sein Angelhobby geschrieben und produziert hat und spielte das Lied seinen Fans vor. Das Lied, Super Tuna, wurde kurz daraufhin auf SoundCloud veröffentlicht. Auf dem YouTube-Kanal BANGTANTV wurden zusätzlich zwei Videos hochgeladen; ein Choreographie-Video „Jin of BTS ‘슈퍼 참치’ Special Performance Video“ und ein Audio Video "슈퍼 참치 by Jin". Das Choreographie-Video belegte mehrere Tage in Folge den ersten Platz der weltweiten YouTube Trends. Auf der globalen Kurzvideoplattform TikTok wurde zudem eine Super Tuna Dance Challenge gestartet, der sich viele anschlossen. Das Hashtag #SuperTuna hat auf TikTok bereits über 330 Millionen Aufrufe erzielt [Stand: 28. Februar 2022].
Am 15. Oktober 2022 gab Jin während des Konzerts „Yet To Come in Busan“ von BTS bekannt, dass er als nächstes Bandmitglied sein erstes Solo-Single-Album veröffentlichen wird. Am darauffolgenden Tag veröffentlichte Big Hit Music eine Mitteilung, dass BTS ihren obligatorischen Militärdienst ableisten werden und dass Jin den Prozess einleiten wird, sobald der Zeitplan für seine Solo-Aktivitäten abgeschlossen ist. Er würde dann das Einberufungsverfahren der koreanischen Regierung durchlaufen und voraussichtlich Ende 2022 mit dem Dienst beginnen.
Am 28. Oktober 2022 wurde Jins Debut-Single The Astronaut veröffentlicht. Das Lied wurde von ihm und der britischen Rockband Coldplay geschrieben. Der Song handelt von Jins Zuneigung und Beziehung zu seinen Fans. Es ist ein Abschiedsgeschenk an Fans. Die Single ist digital und im CD-Format erhältlich. Zusätzlich wurde ein Musikvideo auf dem YouTube-Kanal HYBE LABELS hochgeladen.
Laut Hanteo wurden am Tag der Veröffentlichung über 700 000 Exemplare des physischen Single-Albums in Südkorea verkauft, was die höchste Anzahl an Käufen am Ersten Tag einer Single eines koreanischen Solisten in der Geschichte der Hanteo-Charts bedeutet [Stand Oktober 2022]. In Japan debütierte The Astronaut auf Platz #4 der Oricon Daily Digital Sales Chart und erreichte am folgenden Tag #2. In den darauffolgenden wöchentlichen Charts vom 7. November lag es auf Platz #8. Die Single stieg auch in die Billboard Japan Hot 100 auf Platz #43 ein. Nach der offiziellen Freigabe der physischen Single im Land, debütierte The Astronaut auf #1 der Oricon Daily Singles Chart für den 5. Oktober 2022 mit 104.018 verkauften Exemplaren. The Astronaut hat am 30. Oktober in insgesamt 100 Ländern Platz #1 der iTunes-Charts erreicht.
Jin trat am 28. Oktober 2022 als Special Guest während des Konzerts von Coldplay im Estadio River Plate Stadium in Buenos Aires, Argentinien, auf. Dort sang er zusammen mit der Band sein Lied The Astronaut zum ersten Mal live. Das Konzert wurde zudem weltweit in Kinos in mehr als 70 Ländern als Teil eines Live-Events übertragen. Das Video des Auftritts wurde anschließend am 29. Oktober 2022 von Big Hit Music auf dem YouTube-Kanal BANGTANTV hochgeladen.

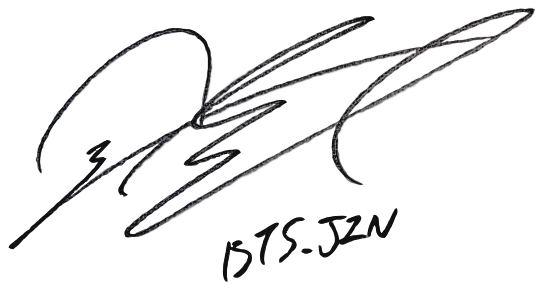
Jins Unterschrift

## Künstlerdasein
Jin ist ein Tenor und spielt zudem Gitarre und Klavier. Unter Kritikern wurde seine Singstimme allgemein positiv aufgenommen. In Kim Young-daes Buch BTS: The Review aus dem Jahr 2019 gaben er und ein Mitglied des Grammy-Panels an, dass Jin eine stabile Atemkontrolle habe, was ihm ermöglicht einfach von Kopfstimme in Bruststimme zu wechseln. Zudem habe er ein "natürliches Vibrato" und "ein feuchtes Falsett". Sie gaben ihm den Titel „silberne Stimme“ (은빛 보이스).

## Philanthropie
Am 4. Dezember 2018 spendete Jin zu seinem Geburtstag an die Korean Animal Welfare Association verschiedene Vorräte wie Lebensmittel, Decken oder Geschirr. Am selben Tag spendete er rund 321 Kilogramm Lebensmittel an die Korea Animal Rights Advocates (KARA), eine weitere gemeinnützige koreanische Tierschutzorganisation.
Seit Mai 2018 spendet Jin monatlich an UNICEF Korea, er bat jedoch darum, dass seine Spenden vorerst nicht öffentlich gemacht werden. Sie wurden schließlich veröffentlicht, nachdem man ihn im Mai 2019 in den UNICEF Honors Club aufnahm und er über 100 Millionen Won (etwa 84.000 US-Dollar) gespendet hatte.
Im Frühling 2021 hat Jin das Preisgeld, welches er bei der Fernsehshow "You Quiz on the Block" gewonnen hatte an die südkoreanische Tierschutzorganisation "Beagle Rescue Network" gespendet.

## Privatleben
Jin lebt momentan in Hannam-dong, Seoul, Südkorea. Im Jahr 2018 kaufte er ein Luxusappartment im Wert von rund 1,7 Millionen US-Dollar. Obwohl er dieses Appartement besitzt, hatten er und seine Bandkollegen von BTS in Hannam-dong bis 2022 eine gemeinsame Wohnung. Im Juni 2022 gaben BTS bekannt, dass der Mietvertrag ihrer gemeinsamen Wohnung abläuft und sie nun in ihren eigenen Appartements wohnen. Im Jahr 2018 eröffneten Jin und sein älterer Bruder in Seoul ein Restaurant im japanischen Stil namens Ossu Seiromushi.

## Diskografie
Solo Lieder unter BTS
| Jahr      | Titel                      | Album                      | Songwriter | Produzenten | Ref.          |
| --------- | -------------------------- | -------------------------- | --- | ----------- | ------------- |
| 2016 2017 | "Awake"                    | Wings You Never Walk Alone | Slow Rabbit, Jin, J-Hope, June, Pdogg, RM, "Hitman" Bang                                                              | Slow Rabbit | [ 81 ] [ 82 ] |
| 2018      | "Epiphany"                 | Love Yourself: Answer      | Slow Rabbit, Adora, "Hitman" Bang                                                                                     | Slow Rabbit | [ 83 ]        |
| 2020      | "Moon"                     | Map of the Soul: 7         | Slow Rabbit, RM, Jin, Adora, Daniel Mikael Caesar, Ludwig Axel Lindell, Jordan Young (DJ Swivel), Candace Nicole Sosa | Slow Rabbit | [ 84 ]        |
| 2022      | "Epiphany (Jin Demo Ver.)" | Proof (CD 3)               | Slow Rabbit, Adora, Jin                                                                                               | Slow Rabbit | [ 85 ]        |

Lieder als Jin
| Jahr | Titel                                  | Album                                             | Songwriter | Produzenten      | Anmerkung           | Ref.   |
| ---- | -------------------------------------- | ------------------------------------------------- | --- | ---------------- | ------------------- | ------ |
| 2016 | "Its Definitely You" 죽어도 너야 mit V | HWARANG, Pt.2 (Music from the Original TV Series) | Kim Yoo-kyung, Oh Joon-sung | OH!BOY Project   | Original Soundtrack | [ 86 ] |
| 2021 | "Yours"                                | Jirisan Original Soundtrack                       | JIDA, GAEMI | Slow Rabbit      | Original Soundtrack | [ 87 ] |
| 2022 | "The Astronaut"                        | The Astronaut (Single)                            | Guy Berryman, Jonny Buckland, Will Champion, Chris Martin, Jin, Kyrre Gørvell-Dahll, Joan la Barbara, Jóhann Jóhannsson, Moses Martin | Kygo, Bill Rahko | Single              | [ 88 ] |

Weitere Solo-Lieder
| Jahr | Titel                    | Songwriter                                               | Produzenten    | Plattform           | Anlass         | Ref.   |
| ---- | ------------------------ | -------------------------------------------------------- | -------------- | ------------------- | -------------- | ------ |
| 2016 | "Awake" (Christmas ver.) | Slow Rabbit, Jin, J-Hope, June, Pdogg, RM, "Hitman" Bang | Remix von JUNE | SoundCloud          | Weihnachten    | [ 89 ] |
| 2019 | "Tonight" 이밤           | Slow Rabbit, Jin, Hiss Noise, RM                         | Slow Rabbit    | SoundCloud          | BTS Festa 2019 | [ 90 ] |
| 2020 | "Abyss"                  | Jin, BUMZU, RM, Pdogg                                    | BUMZU          | SoundCloud, YouTube | Geburtstag     | [ 91 ] |
| 2021 | "Super Tuna" 슈퍼 참치   | Jin, BUMZU                                               | Jin, BUMZU     | SoundCloud, YouTube | Geburtstag     | [ 92 ] |

Jin in BTS Unit Liedern
Vocal-Line: (Jin, Jimin, V, Jungkook)
2013
Outro: Luv in Skool, in O!RUL8,2?
2014
Outro: Propose in Skool Luv Affair
Outro: Do You Think This Makes Sense?, in Dark & Wild
2015
Outro: Love is Not Over, in The Most Beautiful Moment in Life Pt.1
Outro: House of Cards, in The Most Beautiful Moment in Life Pt. 2
2016
Butterfly (Prologue Mix), in The Most Beautiful Moment in Life: Young Forever
Lost, in Wings
2017
Dimple, in Love Yourself: Her
2018
The Truth Untold, in Love Yourself: Tear
2020
00:00 (Zero O’Clock), in Map of the Soul: 7
2022
Bad Decisions von Benny Blanco feat. BTS und Snoop Dogg
Sonstige Unit-Songs:
2017
Als Teil der BTS Festa wurde eine alternative Version des Songs So Far Away von Agust D aka SUGA feat. Suran auf SoundCloud veröffentlicht. Dabei übernahmen Jin und Jungkook den Part der Sängerin Suran.
2019
Jamais Vu, in Map of the Soul: Persona [Jin, J-Hope, Jungkook]
Dream Glow, in BTS World: Original Soundtrack [Jin, Jimin, Jungkook feat. Charli XCX]
2020
Stay, in BE [Jin, RM, Jungkook]
Song Credits
Alle Song Credits wurden aus der Datenbank der Korea Music Copyright Association entnommen.
| Jahr | Künstler | Album                                            | Lied                                                     | Credits                              |
| ---- | -------- | ------------------------------------------------ | -------------------------------------------------------- | ------------------------------------ |
| 2013 | BTS      | 2 Cool 4 Skool                                   | "Outro: Circle Room Cypher"                              | Songwriting, Komposition             |
| 2015 | BTS      | The Most Beautiful Moment in Life, Part 1        | "Outro: Love Is Not Over"                                | Songwriting, Komposition             |
| 2016 | BTS      | The Most Beautiful Moment in Life: Young Forever | "Boyz with Fun" "Love is Not Over - Full Length Edition" | Songwriting, Komposition             |
| 2016 | BTS      | Wings                                            | "Awake"                                                  | Songwriting, Komposition             |
| 2019 | Jin      | –                                                | "Tonight"                                                | Songwriting, Komposition             |
| 2020 | BTS      | Map of the Soul: 7                               | "Moon"                                                   | Songwriting, Komposition             |
| 2020 | BTS      | –                                                | "In the Soop"                                            | Songwriting, Komposition             |
| 2020 | BTS      | BE                                               | "Stay" "Skit"                                            | Songwriting, Komposition             |
| 2020 | Jin      | –                                                | "Abyss"                                                  | Songwriting, Komposition             |
| 2021 | Jin      | –                                                | "Super Tuna"                                             | Songwriting, Komposition, Produktion |
| 2022 | BTS      | Proof (CD 3)                                     | "Epiphany (Jin Demo Ver.)" "Boyz with Fun (Demo Ver.)"   | Songwriting, Komposition             |
| 2022 | Jin      | –                                                | "The Astronaut"                                          | Songwriting, Komposition             |

## Auszeichnungen für Musikverkäufe
| Goldene Schallplatte - Japan - 2022: für die Single The Astronaut - 2025: für das Album Echo Platin-Schallplatte - Japan - 2024: für das Album Happy |

Anmerkung: Auszeichnungen in Ländern aus den Charttabellen bzw. Chartboxen sind in ebendiesen zu finden.
| Land/RegionAuszeichnungen für Musikverkäufe (Land/Region, Auszeichnungen, Verkäufe, Quellen) | Gold     | Platin     | Diamant  | Verkäufe  | Quellen        |
| -------------------------------------------------------------------------------------------- | -------- | ---------- | -------- | --------- | -------------- |
| Japan (RIAJ)                                                                                 | 2× Gold2 | Platin1    | —        | 450.000   | riaj.or.jp     |
| Südkorea (KMCA)                                                                              | —        | 5× Platin5 | Diamant1 | 2.250.000 | circlechart.kr |
| Insgesamt                                                                                    | 2× Gold2 | 6× Platin6 | Diamant1 |           |                |

## Filmographie

### Solo Musikvideos
| Jahr | Titel                                                                                           | Länge | Regisseure              | Plattform            | Ref.    |
| ---- | ----------------------------------------------------------------------------------------------- | ----- | ----------------------- | -------------------- | ------- |
| 2016 | BTS (방탄소년단) WINGS Short Film #7 AWAKE                                                      | 5:20  | YongSeok Choi (Lumpens) | YouTube: HYBE LABELS | [ 97 ]  |
| 2018 | BTS (방탄소년단) LOVE YOURSELF 結 Answer 'Epiphany' Comeback Trailer                            | 4:22  | YongSeok Choi (Lumpens) | YouTube: HYBE LABELS | [ 98 ]  |
| 2021 | [CHOREOGRAPHY] Jin of BTS ‘슈퍼 참치’ Special Performance Video                                 | 1:13  | –                       | YouTube: BANGTANTV   | [ 99 ]  |
| 2022 | 진 (Jin) 'The Astronaut' Official MV                                                            | 5:19  | YongSeok Choi (Lumpens) | YouTube: HYBE LABELS | [ 100 ] |
| 2022 | 진 (Jin) 'The Astronaut' (with Coldplay) @ Coldplay’s Music Of The Spheres Tour in Buenos Aires | 5:40  | Paul Dugdale            | YouTube: BANGTANTV   | [ 101 ] |

### Fernsehen
| Jahr | Sender | Programm                          | Rolle     | Anmerkungen                                                                                              | Typ          | Ref.    |
| ---- | ------ | --------------------------------- | --------- | --- | ------------ | ------- |
| 2016 | SBS    | Inkigayo                          | Moderator | zusammen mit RM, Kei (Lovelyz) und Mijoo (Lovelyz)                                                       | Musiksendung | [ 102 ] |
| 2016 | Mnet   | M Countdown                       | Moderator | zusammen mit Jimin                                                                                       | Musiksendung | [ 103 ] |
| 2017 | Mnet   | M Countdown                       | Moderator | zusammen mit Jimin und J-Hope                                                                            | Musiksendung | [ 104 ] |
| 2017 | SBS    | Law of the Jungle in Kota Manado  | er selbst | Episoden 247–251                                                                                         | Reality Show | [ 105 ] |
| 2017 | KBS    | KBS Song Festival                 | Moderator | zusammen mit Sana, Chanyeol, Irene, Solar (Mamamoo), Mingyu (Seventeen), Yerin (GFriend) und Kang Daniel | Musiksendung | [ 106 ] |
| 2018 | KBS    | Music Bank                        | Moderator | zusammen mit Solbin (Laboum)                                                                             | Musiksendung | [ 107 ] |
| 2018 | KBS    | KBS Song Festival                 | Moderator | mit Dahyun und Chanyeol                                                                                  | Musiksendung | [ 108 ] |
| 2022 | –      | No Prepare (차린건 쥐뿔도 없지만) | Gast      | mit Lee Young Ji                                                                                         | Variety Show | [ 109 ] |
| 2022 | SBS    | Running Man                       | Gast      | Running Man Episode 627 - Ji Seokjin x BTS Kim Seokjin                                                   | Variety Show | [ 110 ] |
| 2022 | JTBC   | Halmyungsoo (할명수)              | Gast      | Episode 103                                                                                              | Variety Show | [ 111 ] |

Weitere Variety- und Reality-Shows in denen BTS, inklusive Jin zu sehen sind:
- 2013: Rookie King
- 2014: American Hustle Life
- 2014: Hope Delivery: Love Food Bank
- 2015: Yaman TV
- 2016: The Boss Is Watching, Lunar New Year Special
- 2017: Knowing Brothers: Ask Us Anything, Episode 94
- 2017: Running Man, Episode 300
- 2017: Idol Party
- 2015–: Run BTS![112]
- 2017: SBS Baek Jong Won's Top 3 Chef King, Episode 67 (Jin & J-Hope)[113]
- 2017: Hello Counselor, Episode 316 (Jin & Jimin)[114]
- 2017: Let's Eat Dinner, Episode 50 (Jin & Jungkook)[115]
- 2017: Please Take Care Of My Refrigerator, Episode 153 (Jin & Jimin)[116]
- 2021: You Quiz On The Block, Episode 99 - BTS Special Feature[117]
- 2016–: BTS: Bon Voyage[118]
  - Staffel 1 in Bergen (Norwegen)
  - Staffel 2 in Hawaii
  - Staffel 3 in Malta
  - Staffel 4 in Neuseeland
- 2020–: BTS In The Soop[119][120][121]
  - Staffel 1 in Chuncheon
  - Staffel 2 in Pyeongchang

Dokumentarfilme
- 2018: Burn The Stage: The Movie[122]
- 2019: Bring The Soul: The Movie[123]
- 2019: BTS World Tour: Love Yourself in Seoul[124]
- 2020: Break the Silence: The Movie[125]

Eat Jin (seit 2015)
Eat Jin ist eine Livestream-Show, in der Jin i. d. R. vor der Kamera isst und mit Fans interagiert. Viele der Videos sind auf BTS' V LIVE Account und auch auf YouTube zu finden. Die meisten Videos entstanden in den Jahren 2015–2016. Ab und zu sind auch andere BTS Mitglieder zu Gast.

## Auszeichnungen und Nominierungen
| Name der Preisverleihung      | Jahr | Kategorie                                | Werk                | Ergebnis   | Ref.    |
| ----------------------------- | ---- | ---------------------------------------- | ------------------- | ---------- | ------- |
| Melon Music Awards            | 2017 | Best OST                                 | It's Definitely You | Nominiert  | [ 128 ] |
| Asian Pop Music Awards        | 2021 | Best Film and Television Song (Overseas) | Yours               | Nominiert  | [ 129 ] |
| Ten Asia's Top Ten Awards     | 2022 | Global Best K-Drama OST Artist           | Yours               | Gewonnen   | [ 130 ] |
| Ten Asia's Top Ten Awards     | 2022 | Best K-Drama OST - Mexico                | Yours               | Gewonnen   | [ 131 ] |
| The Fact Music Awards         | 2022 | Fan N Star Choice Award - Individual     | Kim Seokjin         | Gewonnen   | [ 132 ] |
| Asian Academy Creative Awards | 2022 | Best Theme Song of Title Theme           | Yours               | ausstehend | [ 133 ] |